# (13908) Wölbern
(13908) Wölbern – planetoida z grupy pasa głównego asteroid okrążająca Słońce w ciągu 3 lat i 101 dni w średniej odległości 2,21 j.a. Została odkryta 2 września 1978 roku w Europejskim Obserwatorium Południowym przez Claesa Lagerkvista. Nazwa planetoidy pochodzi od Ingo Wölberna (ur. 1970), niemieckiego geofizyka. Przed jej nadaniem planetoida nosiła oznaczenie tymczasowe (13908) 1978 RH9.